# 6-Stunden-Rennen von Portimão 2023

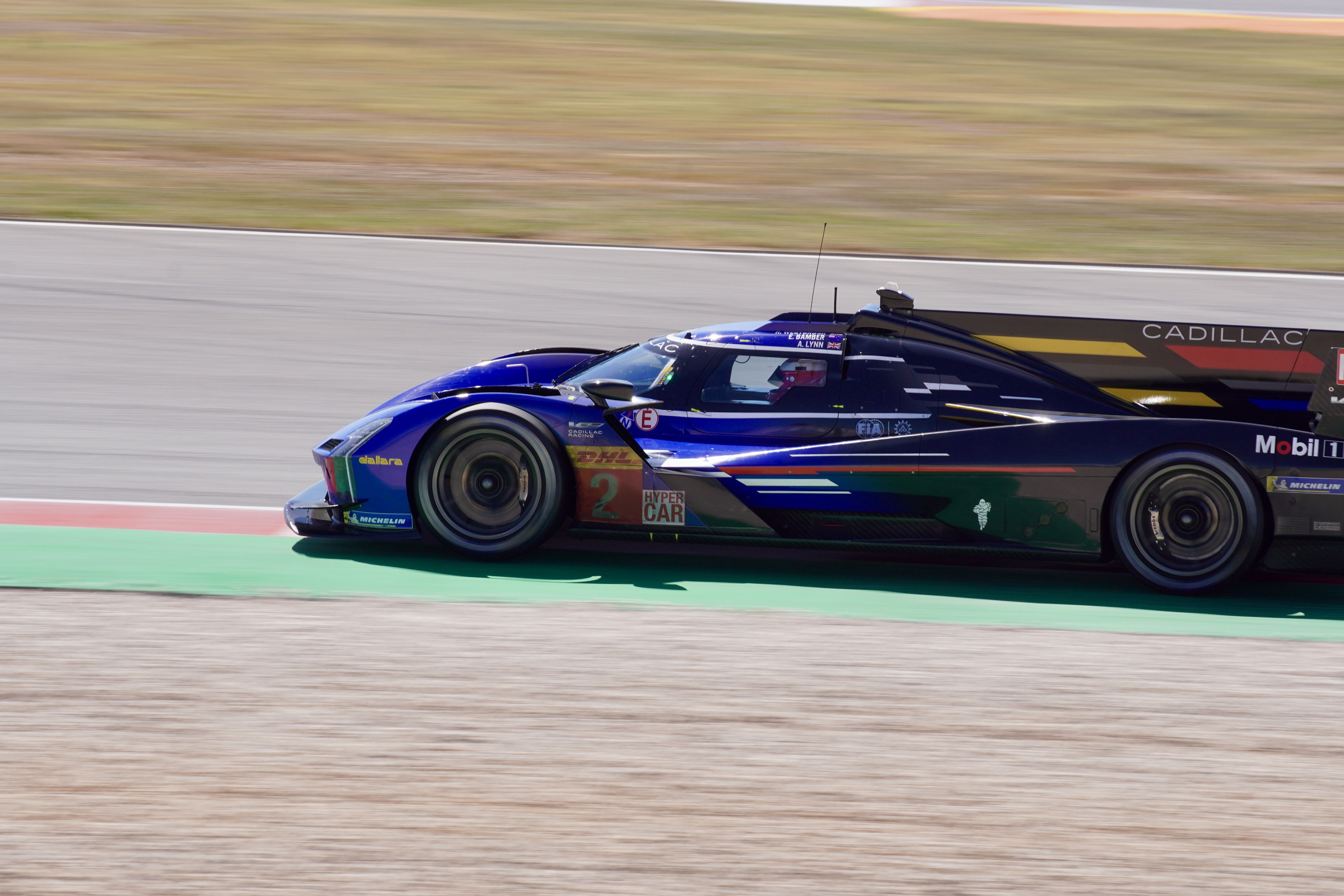
Der viertplatzierte Cadillac V-Series.R von Earl Bamber, Alex Lynn und Richard Westbrook

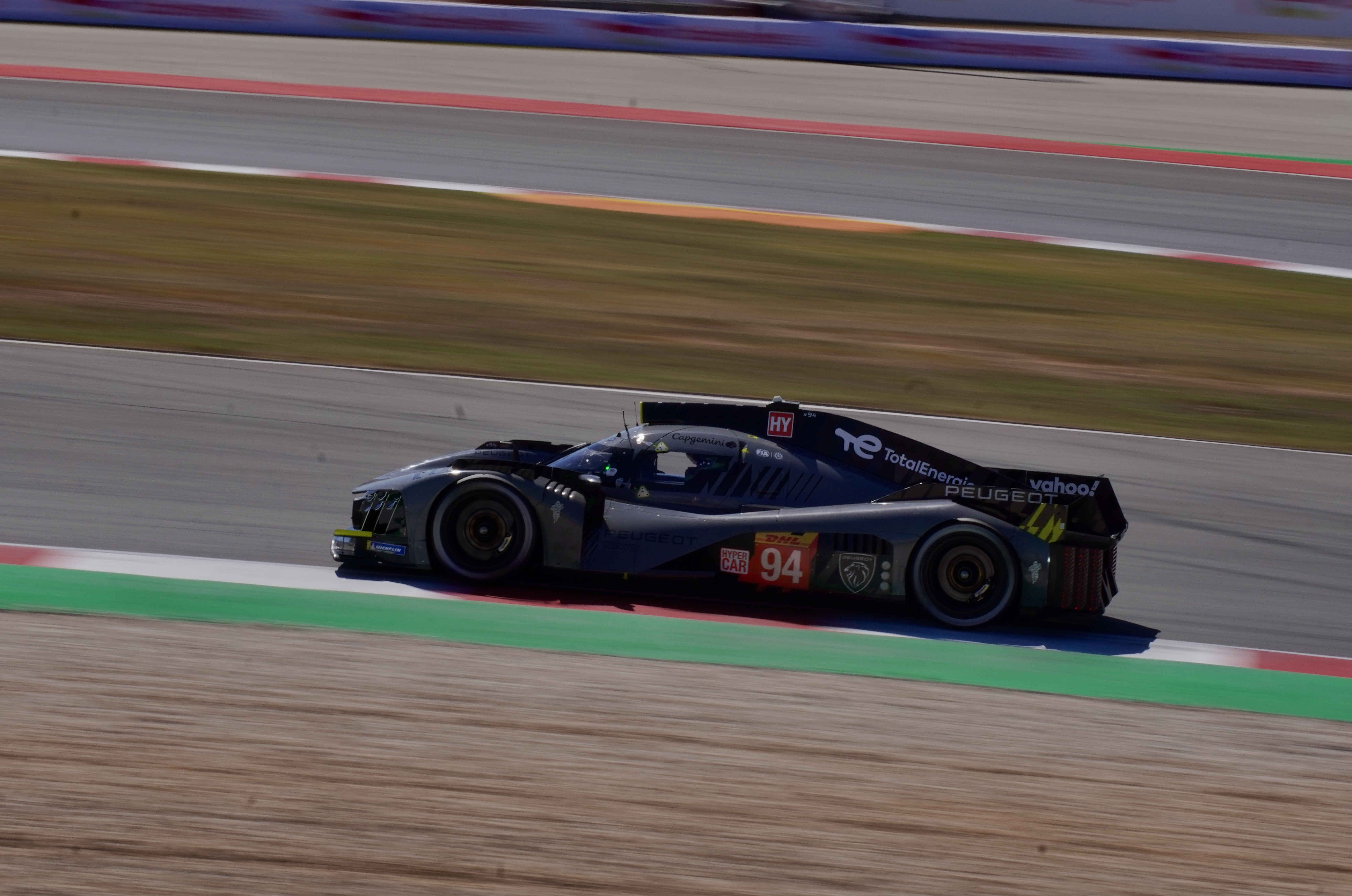
Der fünftplatzierte Peugeot 9X8 von Loïc Duval, Gustavo Menezes und Nico Müller

Das 6-Stunden-Rennen von Portimão 2023, auch TotalEnergies 6 Hours of Portimão, fand am 16. April auf dem Autódromo Internacional do Algarve statt und war der zweite Wertungslauf der FIA-Langstrecken-Weltmeisterschaft dieses Jahres.

## Das Rennen
Das zweite Saisonrennen brachte den zweiten Toyota-Gesamtsieg. Einen möglichen Doppelsieg verhinderte ein defekter FIA-Sensor. Nach einer Fahrzeit von 80 Minuten wurde der knapp hinter seinem Teamkollegen Sébastien Buemi fahrende Mike Conway mit der sogenannten Spiegelei-Flagge von der Rennleitung an die Box beordert. Der von der FIA gestellte Drehmomentsensor an der rechten hinteren Antriebswelle übertrug keine Echtzeitdaten. Dadurch waren die Toyota-Mechaniker gezwungen eine völlig intakte Antriebswelle zu tauschen, was ihnen in 11 Minuten gelang, das Auto aber hoffnungslos zurückwarf. Über den Ärger der Toyota-Teamleitung sprach nach dem Rennen deren Technischer Direktor Pascal Vasselon: „Wir müssen bessere Lösungen finden, damit die Autos nicht abgestellt und repariert werden müssen, weil ein Sensor nicht funktioniert, der nichts mit dem Team zu tun hat. Es war eine harte Entscheidung, uns zur Reparatur zu zwingen, denn wir hätten weiterfahren können. Es hätte andere Möglichkeiten gegeben, die Daten zu messen, aber das wurde abgelehnt. Es gibt Standardsensoren, die diese Daten liefern können“.
Hinter dem siegreichen Toyota mit der Startnummer 8 platzierte sich der Ferrari 499P von Antonio Fuoco, Miguel Molina und Nicklas Nielsen an der zweiten Stelle der Gesamtwertung. Das lange mit Aussicht auf einen Platz unter den ersten drei fahrende Ferrari-Schwesterauto mit der Startnummer 51 bekam am Ende technische Probleme mit dem Hybridantrieb sowie den Bremsen und fiel auf den sechsten Rang zurück. Als Gesamtdritte kamen Kévin Estre, André Lotterer und Laurens Vanthoor im Porsche 963 ins Ziel.

## Ergebnisse

### Schlussklassement
| 1           | LMH      | 8   | Toyota Gazoo Racing       | Sébastien Buemi Brendon Hartley Ryō Hirakawa                | Toyota GR010 Hybrid      | 222 |
| 2           | LMH      | 50  | Ferrari AF Corse          | Antonio Fuoco Miguel Molina Nicklas Nielsen                 | Ferrari 499P             | 221 |
| 3           | LMH      | 6   | Porsche Penske Motorsport | Kévin Estre André Lotterer Laurens Vanthoor                 | Porsche 963              | 221 |
| 4           | LMH      | 2   | Cadillac Racing           | Earl Bamber Alex Lynn Richard Westbrook                     | Cadillac V-Series.R      | 221 |
| 5           | LMH      | 94  | Peugeot TotalEnergies     | Loïc Duval Gustavo Menezes Nico Müller                      | Peugeot 9X8              | 220 |
| 6           | LMH      | 51  | Ferrari AF Corse          | James Calado Antonio Giovinazzi Alessandro Pier Guidi       | Ferrari 499P             | 219 |
| 7           | LMH      | 93  | Peugeot TotalEnergies     | Mikkel Jensen Paul di Resta Jean-Éric Vergne                | Peugeot 9X8              | 219 |
| 8           | LMH      | 708 | Glickenhaus Racing        | Ryan Briscoe Romain Dumas Olivier Pla                       | Glickenhaus SCG 007 LMH  | 217 |
| 9           | LMH      | 7   | Toyota Gazoo Racing       | Mike Conway Kamui Kobayashi José María López                | Toyota GR010 Hybrid      | 215 |
| 10          | LMP2     | 23  | United Autosports         | Giedo van der Garde Oliver Jarvis Josh Pierson              | Oreca 07                 | 215 |
| 11          | LMP2     | 22  | United Autosports         | Ben Hanley Philip Hanson Frederick Lubin                    | Oreca 07                 | 215 |
| 12          | LMP2     | 41  | Team WRT                  | Rui Andrade Louis Delétraz Robert Kubica                    | Oreca 07                 | 215 |
| 13          | LMP2     | 63  | Prema Racing              | Mirko Bortolotti ---- Daniil Kwjat Doriane Pin              | Oreca 07                 | 215 |
| 14          | LMP2     | 48  | Hertz Team Jota           | David Beckmann António Félix da Costa Yifei Ye              | Oreca 07                 | 215 |
| 15          | LMP2     | 9   | Prema Racing              | Juan Manuel Correa Filip Ugran Bent Viscaal                 | Oreca 07                 | 215 |
| 16          | LMP2     | 31  | Team WRT                  | Robin Frijns Sean Gelael Ferdinand Habsburg                 | Oreca 07                 | 215 |
| 17          | LMP2     | 28  | Jota                      | Pietro Fittipaldi David Heinemeier Hansson Oliver Rasmussen | Oreca 07                 | 215 |
| 18          | LMP2     | 36  | Alpine Elf Team           | Julien Canal Charles Milesi Matthieu Vaxivière              | Oreca 07                 | 215 |
| 19          | LMP2     | 34  | Inter Europol Competition | Albert Costa Fabio Scherer Jakub Śmiechowski                | Oreca 07                 | 214 |
| 20          | LMP2     | 35  | Alpine Elf Team           | Olli Caldwell André Negrão Memo Rojas                       | Oreca 07                 | 213 |
| 21          | LMGTE-Am | 33  | Corvette Racing           | Nicky Catsburg Ben Keating Nicolás Varrone                  | Chevrolet Corvette C8.R  | 206 |
| 22          | LMGTE-Am | 83  | Richard Mille AF Corse    | Luís Pérez Companc Alessio Rovera Lilou Wadoux              | Ferrari 488 GTE Evo      | 206 |
| 23          | LMGTE-Am | 85  | Iron Dames                | Sarah Bovy Rahel Frey Michelle Gatting                      | Porsche 911 RSR-19       | 206 |
| 24          | LMGTE-Am | 54  | AF Corse                  | Francesco Castellacci Thomas Flohr Davide Rigon             | Ferrari 488 GTE Evo      | 206 |
| 25          | LMGTE-Am | 21  | AF Corse                  | Diego Alessi Simon Mann Ulysse de Pauw                      | Ferrari 488 GTE Evo      | 206 |
| 26          | LMGTE-Am | 56  | Team Project 1 – AO       | Matteo Cairoli Guilherme Oliveira Miguel Ramos              | Porsche 911 RSR-19       | 205 |
| 27          | LMGTE-Am | 77  | Dempsey-Proton Racing     | Julien Andlauer Christian Ried Mikkel Pedersen              | Porsche 911 RSR-19       | 205 |
| 28          | LMGTE-Am | 25  | ORT by TF                 | Ahmad Al Harthy Michael Dinan Charlie Eastwood              | Aston Martin Vantage AMR | 205 |
| 29          | LMGTE-Am | 88  | Proton Competition        | Ryan Hardwick Zacharie Robichon Harry Tincknell             | Porsche 911 RSR-19       | 204 |
| 30          | LMGTE-Am | 57  | Kessel Racing             | Scott Huffaker Takeshi Kimura Daniel Serra                  | Ferrari 488 GTE Evo      | 204 |
| 31          | LMGTE-Am | 86  | GR Racing                 | Ben Barker Riccardo Pera Mike Wainwright                    | Porsche 911 RSR-19       | 204 |
| 32          | LMGTE-Am | 60  | Iron Lynx                 | Matteo Cressoni Alessio Picariello Claudio Schiavoni        | Porsche 911 RSR-19       | 203 |
| 33          | LMGTE-Am | 98  | Northwest AMR             | Paul Dalla Lana Axcil Jefferies Nicki Thiim                 | Aston Martin Vantage AMR | 202 |
| 34          | LMP2     | 10  | Vector Sport              | Gabriel Aubry Ryan Cullen Matthias Kaiser                   | Oreca 07                 | 193 |
| 35          | LMH      | 5   | Porsche Penske Motorsport | Dane Cameron Michael Christensen Frédéric Makowiecki        | Porsche 963              | 189 |
| Ausgefallen |          |     |                           |                                                             |                          |     |
| 36          | LMH      | 4   | Floyd Vanwall Racing Team | Tom Dillmann Esteban Guerrieri Jacques Villeneuve           | Vanwall Vandervell 680   | 174 |
| 37          | LMGTE-Am | 42  | D'Station Racing          | Tomonobu Fujii Satoshi Hoshino Casper Stevenson             | Aston Martin Vantage AMR | 42  |

### Nur in der Meldeliste
Zu diesem Rennen sind keine weiteren Meldungen bekannt.

### Klassensieger
| Klasse   | Fahrer              | Fahrer          | Fahrer          | Fahrzeug                | Platzierung im Gesamtklassement |
| -------- | ------------------- | --------------- | --------------- | ----------------------- | ------------------------------- |
| LMH      | Sébastien Buemi     | Brendon Hartley | Ryō Hirakawa    | Toyota GR010 Hybrid     | Gesamtsieg                      |
| LMP2     | Giedo van der Garde | Oliver Jarvis   | Josh Pierson    | Oreca 07                | Rang 10                         |
| LMGTE-Am | Nicky Catsburg      | Ben Keating     | Nicolás Varrone | Chevrolet Corvette C8.R | Rang 21                         |

### Hypercar-Balance-of-Performance
| Fahrzeug                      | Mindestgewicht | Max. Leistung | Max. Energiemenge pro Stint | Hybridboost ab | Handicap Nachtanken |
| ----------------------------- | -------------- | ------------- | --------------------------- | -------------- | ------------------- |
| Cadillac V-Series.R (LMDh)    | 1035 kg (+ 3)  | 513 kW        | 904 Megajoule (- 1)         | 0 km/h         | 1,0 Sekunden        |
| Ferrari 449P (LMH)            | 1040 kg (- 17) | 509 kW        | 899 Megajoule (- 9)         | 190 km/h       | 1,2 Sekunden        |
| Glickenhaus SCG 007 LMH (LMH) | 1030 kg        | 520 kW        | 913 Megajoule (+ 2)         | –              | –                   |
| Peugeot 9X8 (LMH)             | 1042 kg (- 7)  | 516 kW ( -2)  | 909 Megajoule               | 150 km/h       | 1,2 Sekunden        |
| Porsche 963 (LMDh)            | 1045 kg (- 3)  | 516 kW (- 1)  | 910 Megajoule (- 2)         | 0 km/h         | 1,0 Sekunden        |
| Toyota GR010 Hybrid (LMH)     | 1043 kg (- 19) | 512 kW (- 5)  | 904 Megajoule (- 9)         | 190 km/h       | 1,2 Sekunden        |
| Vanwall Vandervell 680 (LMH)  | 1030 kg        | 512 kW (+1)   | 901 Megajoule (+ 1)         | –              | –                   |

### Renndaten
- Gemeldet: 37
- Gestartet: 37
- Gewertet: 35
- Rennklassen: 3
- Zuschauer: unbekannt
- Wetter am Rennwochenende: warm und trocken
- Streckenlänge: 4,653 km
- Fahrzeit des Siegerteams: 6:01:26,343 Stunden
- Runden des Siegerteams: 222
- Distanz des Siegerteams: 1032,966 km
- Siegerschnitt: unbekannt
- Pole Position: Brendon Hartley – Toyota GR010 Hybrid (#8) – 1:30,171 = 185,800 km/h
- Schnellste Rennrunde: Mike Conway – Toyota GR010 Hybrid (#7) – 1:32,135 = 183,018 km/h
- Rennserie: 2. Lauf zur FIA-Langstrecken-Weltmeisterschaft 2023